# Escuelas Menores
Le Escuelas Menores (traduzione letterale "scuole minori") sono uno dei palazzi storici di Salamanca, tra i più importanti dell'antica università civica, e uno dei gioielli del Rinascimento spagnolo.
Data l'importanza dell'Università di Salamanca nel contesto globale, si pensò di costruire edifici in cui impartire corsi di scienze, motivo per cui, tra nella prima metà del Cinquecento si iniziarono a costruire aule accanto l'Università.
Questo edificio, in cui venivano praticati gli studi previ a quelli universitari è organizzato intorno a un cortile. La facciata ha lo stesso stile di quello dell'Università e si apre attraverso due archi che mostrano lo scudo di Carlo V.
Oggi ospitano la Sala delle Esposizioni dell'Università, la Segreteria, l'Archivio Storico Provinciale ed il Museo Universitario.
Questo museo possiede una notevole collezione di dipinti del XV e XVI secolo fra cui il cosiddetto Cielo di Salamanca, un affresco di Fernando Gallego nel 1490, in origine ideato come soffitto dell'antica biblioteca universitaria.